# Sân bay Thất Sơn
Sân bay Thất Sơn là tên gọi chung cho sân bay và khu vực quân sự tại Tịnh Biên, Việt Nam. Được xây dựng vào Chiến tranh Việt Nam sử dụng cho quân đội Mỹ và sau này là quân đội Việt Nam Cộng Hòa.

## Lịch sử
Sân bay Thất Sơn được mô tả bởi quân đội Mỹ bao gồm có một đường băng dài 1.800m, sử dụng Thép để làm bề mặt đường băng.
Sân bay phục vụ Chiến tranh Việt Nam chủ yếu để cung cấp nhu yếu phẩm cho doanh trại quân đội Chi Lăng tại Tịnh Biên.
Sau khi đất nước giải phóng, Việt Nam tiếp quản sân bay và khu quân sự. Hiện nay sân bay đã không còn thay thế vào đó là doanh trại quân đội của Việt Nam.